# Volkswagen T-Roc
Volkswagen T-Roc là một dòng xe Crossover Mini sản xuất bởi hãng sản xuất ô tô Đức Volkswagen ra mắt năm 2017.

## Doanh số
| Năm  | Châu Âu | Trung Quốc |
| ---- | ------- | ---------- |
| 2017 | 4,930   |            |
| 2018 | 139,755 | 49,342     |
| 2019 | 207,976 | 126,859    |
| 2020 | 158,638 | 109,605    |
| 2021 | 181,577 | 67,281     |